# スタセリタ
スタセリタ (Stacelita、2006年4月17日 - ) は、フランスで生産された競走馬である。G1競走の勝ち鞍は2009年のサンタラリ賞・ディアヌ賞・ヴェルメイユ賞・2010年のジャンロマネ賞・2011年のビヴァリーD・ステークス・フラワーボウルインビテーショナルステークス。

## 経歴

### 2008年・2009年（2歳･3歳）
2歳時の2008年10月に競走馬デビュー戦を迎え、フランク・ブロンデルが騎乗してデビュー初戦で初勝利を挙げた。しかしその後はレースに出走せずに2歳を終えた。
3歳となった2009年は、2月にイオリッツ・メンディザバルが騎乗して一般競走を制して2勝目を挙げ、続く3月のロゼデマイ賞（準重賞）はクリストフ・ルメールとのコンビでレースを制しデビュー戦以来3連勝を達成した。そして5月に重賞及びG1競走初挑戦となるサンタラリ賞に引き続きルメールとのコンビで1番人気に支持されて出走し、レースは重馬場のなか2着となったアーティクルレアに6馬身差をつけて圧勝し、無敗の4連勝で重賞及びG1競走初勝利を挙げた。続く6月のディアヌ賞では圧倒的な1番人気に支持されて出走。レースでは馬なりで2番手につけ、最後の直線で先頭に立つと、2着のタマジルトに4馬身差をつけて圧勝した。休養を挟み、9月のヴェルメイユ賞ではダーレミのクビ差の2位に入線したが、ダーレミが5着に降着となったため繰り上がって優勝、G1競走3連勝となった。しかし、本番の凱旋門賞では7着に敗れ、デビューからの連勝が6でストップした。

### 2010年（4歳）
4歳となり、始動戦は5月23日のイスパーン賞に出走したが、ゴルディコヴァの4着に終わった。6月14日のラ・クープに出走し、逃げ切り勝ちを収めた。7月にイギリスに渡り、ナッソーステークスに出走したがミッデイの2着に敗れた。
8月22日のジャンロマネ賞を快勝し、G1競走4勝目を挙げた。10月3日のオペラ賞では1番人気に推されたが惜しくも2着に敗れた。香港へ遠征し、12月12日に行われた香港カップではスノーフェアリーの8着に終わった。

### 2011年（5歳）
始動戦のラ・クープで3着ののち、アメリカへ移籍し7月2日に行われたユナイテッドネイションズステークスでは3着に敗れた。8月13日のビヴァリーD・ステークスと10月1日のフラワーボウルインビテーショナルステークスを快勝した。
11月4日のブリーダーズカップ・フィリー&メアターフでは1番人気に推されたがパーフェクトシールの10着に敗れた。そのレースを最後に引退し、繁殖牝馬入りする。

### 引退後
繁殖入り当初はイギリスで供用されていたが、2013年にフランケルの仔を受胎した状態で日本に輸出され、社台ファームで繋養される。
2014年に誕生した2番仔のソウルスターリングが2016年の阪神ジュベナイルフィリーズ、2017年の優駿牝馬（オークス）を制している。なお、同馬のGI優勝時の鞍上も母と同じクリストフ・ルメールだった。
2016年に誕生した3番仔のシェーングランツ（父ディープインパクト）が2018年のアルテミスステークスを制している。
|       | 生年   | 馬名               | 性 | 毛色   | 父                 | 馬主                   | 管理調教師                     | 戦績                                                          | 出典          |
| ----- | ------ | ------------------ | -- | ------ | ------------------ | ---------------------- | ------------------------------ | ------------------------------------------------------------- | ------------- |
| 初仔  | 2013年 | *サザンスターズ    | 牝 | 鹿毛   | Smart Strike       | 吉田照哉               | ジョン・ゴスデン               | 4戦1勝（繁殖牝馬） 仔にスターズオンアース                     | [ 5 ] [ 6 ]   |
| 2番仔 | 2014年 | ソウルスターリング | 牝 | 青鹿毛 | Frankel            | （有）社台レースホース | 美浦・藤沢和雄                 | 16戦5勝（繁殖牝馬） (GI)阪神JF、優駿牝馬 (GIII)チューリップ賞 | [ 7 ]         |
| 3番仔 | 2016年 | シェーングランツ   | 牝 | 青鹿毛 | ディープインパクト | （有）社台レースホース | 美浦・藤沢和雄                 | 9戦2勝（繁殖牝馬） (GIII)アルテミスS                          | [ 8 ]         |
| 4番仔 | 2017年 | スパングルドスター | 牝 | 鹿毛   | ディープインパクト | （有）社台レースホース | 美浦・藤沢和雄 →美浦・蛯名正義 | 14戦3勝（繁殖牝馬）                                           | [ 9 ]         |
| 5番仔 | 2018年 | Sentimental Mambo  | 牝 | 鹿毛   | ディープインパクト | 吉田照哉               | 小林智                         | 11戦2勝（繁殖牝馬）                                           | [ 10 ] [ 11 ] |
| 6番仔 | 2019年 | スタニングスター   | 牝 | 鹿毛   | Frankel            | （有）社台レースホース | 栗東・友道康夫 →美浦・田村康仁 | 10戦2勝（繁殖牝馬）                                           | [ 12 ]        |
| 7番仔 | 2021年 | シャイニングソード | 牡 | 鹿毛   | Frankel            | （有）社台レースホース | 栗東・中内田充正               | 5戦3勝（現役）                                                | [ 13 ]        |
| 8番仔 | 2022年 | スタージョンムーン | 牝 | 鹿毛   | Kingman            | （有）社台レースホース | 栗東・須貝尚介                 | （デビュー前）                                                | [ 14 ]        |
| 9番仔 | 2023年 | シェーネエルデ     | 牝 | 黒鹿毛 | St Mark's Basilica | （有）社台レースホース | 栗東・安田翔伍                 | （デビュー前）                                                | [ 15 ]        |

- 2025年4月18日現在

## 競走成績
以下の内容は、Racing Postの情報に基づく。
| 出走日     | 競馬場                   | 競走名                    | 格   | 距離     | 頭数 | 着順 | 騎手             | 着差         | 1着（2着）馬       |
| ---------- | ------------------------ | ------------------------- | ---- | -------- | ---- | ---- | ---------------- | ------------ | ------------------ |
| 2008.10.20 | サロン・ド・プロヴァンス | エスポワール賞            |      | 芝1800m  | 9    | 01着 | F.ブロンデル     | 2馬身        | (Arestos)          |
| 2009.02.11 | トゥールーズ             | シャトードー賞            |      | 芝2000m  | 3    | 01着 | I.メンディザバル | 2馬身        | (Zilgara)          |
| 0000.03.14 | サンクルー               | ロゼドゥメ賞              | 準重 | 芝2100m  | 5    | 01着 | C.ルメール       | 4馬身        | (Divine Comedy)    |
| 0000.05.17 | ロンシャン               | サンタラリ賞              | G1   | 芝2000m  | 7    | 01着 | C.ルメール       | 6馬身        | (Article Rare)     |
| 0000.06.14 | シャンティイ             | ディアヌ賞                | G1   | 芝2100m  | 12   | 01着 | C.ルメール       | 4馬身        | (Tamazirte)        |
| 0000.09.13 | ロンシャン               | ヴェルメイユ賞            | G1   | 芝2400m  | 12   | 01着 | C.ルメール       | 短首（繰上） | (Plumania)         |
| 0000.10.04 | ロンシャン               | 凱旋門賞                  | G1   | 芝2400m  | 19   | 07着 | C.スミヨン       | 16馬身1/2    | Sea the Stars      |
| 2010.05.23 | ロンシャン               | イスパーン賞              | G1   | 芝1850m  | 8    | 04着 | C.スミヨン       | 5馬身        | Goldikova          |
| 0000.06.14 | ロンシャン               | ラ・クープ                | G3   | 芝2000m  | 6    | 01着 | C.スミヨン       | 1馬身1/2     | (Court Canibal)    |
| 0000.07.31 | グッドウッド             | ナッソーS                 | G1   | 芝9F192Y | 7    | 02着 | C.スミヨン       | 1馬身1/4     | Midday             |
| 0000.08.22 | ドーヴィル               | ジャンロマネ賞            | G1   | 芝2000m  | 8    | 01着 | C.スミヨン       | 頭           | (Antara)           |
| 0000.10.03 | ロンシャン               | オペラ賞                  | G1   | 芝2000m  | 11   | 02着 | C.スミヨン       | 3/4馬身      | Lily of the Valley |
| 0000.12.12 | 沙田                     | 香港カップ                | G1   | 芝2000m  | 13   | 08着 | C.ルメール       | 2馬身3/4     | Snow Fairy         |
| 2011.06.13 | ロンシャン               | ラ・クープ                | G3   | 芝2000m  | 6    | 03着 | C.ルメール       | 3馬身1/4     | Cirrus des Aigles  |
| 0000.07.02 | モンマスパーク           | ユナイテッドネイションズS | G1   | 芝11F    | 10   | 03着 | J.ブラボ         | 1馬身        | Teaks North        |
| 0000.08.13 | アーリントンパーク       | ビヴァリーDS              | G1   | 芝9.5F   | 11   | 01着 | R.ドミンゲス     | 1 1/4馬身    | (Dubawi Heights)   |
| 0000.10.01 | ベルモントパーク         | フラワーボウル招待S       | G1   | 芝10F    | 6    | 01着 | R.ドミンゲス     | 2馬身        | (Distorted Legacy) |
| 0000.11.04 | チャーチルダウンズ       | BCフィリー&メアターフ     | G1   | 芝11F    | 11   | 10着 | R.ドミンゲス     | 5 1/2馬身    | Perfect Shirl      |

## 血統表
| スタセリタの血統ブランドフォード系 / 5代内アウトブリード | スタセリタの血統ブランドフォード系 / 5代内アウトブリード | スタセリタの血統ブランドフォード系 / 5代内アウトブリード | （血統表の出典）        | （血統表の出典） |
| 父 Monsun 1990 黒鹿毛                                    | 父の父Konigsstuhl 1976 黒鹿毛                            | Dschingis Khan                                           | Tamerlane               | Tamerlane        |
| 父 Monsun 1990 黒鹿毛                                    | 父の父Konigsstuhl 1976 黒鹿毛                            | Dschingis Khan                                           | Donna Diana             |                  |
| 父 Monsun 1990 黒鹿毛                                    | 父の父Konigsstuhl 1976 黒鹿毛                            | Konigskronung                                            | Tiepoletto              | Tiepoletto       |
| 父 Monsun 1990 黒鹿毛                                    | 父の父Konigsstuhl 1976 黒鹿毛                            | Konigskronung                                            | Kronung                 |                  |
| 父 Monsun 1990 黒鹿毛                                    | 父の母Mosella 1985 鹿毛                                  | Surumu                                                   | Literat                 | Literat          |
| 父 Monsun 1990 黒鹿毛                                    | 父の母Mosella 1985 鹿毛                                  | Surumu                                                   | Surama                  |                  |
| 父 Monsun 1990 黒鹿毛                                    | 父の母Mosella 1985 鹿毛                                  | Monasia                                                  | Authi                   | Authi            |
| 父 Monsun 1990 黒鹿毛                                    | 父の母Mosella 1985 鹿毛                                  | Monasia                                                  | Monacensia              |                  |
| 母 Soignee 2002 鹿毛                                     | 母の父Dashing Blade 1987 鹿毛                            | Elegant Air                                              | Shirley Heights         | Shirley Heights  |
| 母 Soignee 2002 鹿毛                                     | 母の父Dashing Blade 1987 鹿毛                            | Elegant Air                                              | Elegant Tern            |                  |
| 母 Soignee 2002 鹿毛                                     | 母の父Dashing Blade 1987 鹿毛                            | Sharp Castan                                             | Sharpen Up              | Sharpen Up       |
| 母 Soignee 2002 鹿毛                                     | 母の父Dashing Blade 1987 鹿毛                            | Sharp Castan                                             | Sultry One              |                  |
| 母 Soignee 2002 鹿毛                                     | 母の母Suivez 1990 鹿毛                                   | Fioravanti                                               | Northern Dancer         | Northern Dancer  |
| 母 Soignee 2002 鹿毛                                     | 母の母Suivez 1990 鹿毛                                   | Fioravanti                                               | Pitasia                 |                  |
| 母 Soignee 2002 鹿毛                                     | 母の母Suivez 1990 鹿毛                                   | Sea Symphony                                             | Faraway Son             | Faraway Son      |
| 母 Soignee 2002 鹿毛                                     | 母の母Suivez 1990 鹿毛                                   | Sea Symphony                                             | Southern Seas F-No.16-c |                  |

### 血統背景
- Sラインと呼ばれるドイツの名門牝系に属する。
- 父モンズーンもドイツの土着血統出身であるため、フランス産馬ながら非常にドイツ色の強い血統である。